# Eric Orie
Eric Orie (Utrecht, 25 januari 1968) is een Nederlands voormalig voetballer en huidig voetbalcoach.

## Carrière als voetballer
Orie begon zijn loopbaan als verdediger of verdedigende middenvelder bij hoofdklasser Elinkwijk die in juni 1990 samen met VV Geldrop streed om het landskampioenschap bij de zondagamateurs. Dusdoende speelde hij zich evenals ploeggenoot Niels Gerestein in de kijker bij Henk Rayer, de trainer van Geldrop die het daaropvolgende seizoen hoofdcoach zou worden bij eerstedivisionist VVV. Daar maakte hij op 3 november 1990 zijn profdebuut in een met 0-3 gewonnen uitwedstrijd bij VC Vlissingen, als invaller voor Stefan Venetiaan. Met VVV promoveerde hij via de nacompetitie in 1991 naar de Eredivisie. Tijdens zijn twee seizoenen in Venlo slaagde de Utrechter er niet in om een basisplaats te veroveren en keerde na de degradatie in 1992 terug naar Elinkwijk. Na een jaar daar weer bij de amateurs gespeeld te hebben, verkaste Orie in 1993 naar Austria Wien waarmee hij mocht deelnemen aan de Champioens League en onder andere meespeelde in een uitwedstrijd bij de latere finalist FC Barcelona waar Ronald Koeman destijds furore maakte. Orie was vooral succesvol in Oostenrijk, maar speelde ook korte tijd in Italië en Engeland. Hij sloot zijn loopbaan af bij de Oostenrijkse derdeklasser FC Lustenau 07, waar hij het trainerschap met het voetballen combineerde.

## Statistieken
| seizoen | club             | land       | competitie                      | duels | goals |
| ------- | ---------------- | ---------- | ------------------------------- | ----- | ----- |
| 1989/90 | Elinkwijk        | Nederland  | Hoofdklasse                     | 10    | 0     |
| 1990/91 | VVV              | Nederland  | Eerste divisie                  | 5     | 0     |
| 1991/92 | VVV              | Nederland  | Eredivisie                      | 16    | 2     |
| 1992/93 | Elinkwijk        | Nederland  | Eerste klasse                   | 20    | 0     |
| 1993/94 | Austria Wien     | Oostenrijk | Bundesliga                      | 7     | 1     |
| 1993/94 | VfB Mödling      | Oostenrijk | Bundesliga                      | 13    | 2     |
| 1994/95 | Reggiana         | Italië     | Serie B                         | 0     | 0     |
| 1994/95 | VSE St. Pölten   | Oostenrijk | 2. Division                     | 16    | 1     |
| 1995/96 | VSE St. Pölten   | Oostenrijk | 2. Division                     | 21    | 2     |
| 1996/97 | Blackpool FC     | Engeland   | Football League Second Division | 0     | 0     |
| 1996/97 | Gela Calcio      | Italië     | Serie C2                        | 8     | 0     |
| 1997/98 | ASK Kottingbrunn | Oostenrijk | 2. Division                     | 12    | 2     |
| 1998/99 | FC Lustenau      | Oostenrijk | Regionalliga West               | 28    | 0     |
| 1999/00 | FC Lustenau      | Oostenrijk | Regionalliga West               | 26    | 0     |
| 2000/01 | FC Lustenau      | Oostenrijk | Regionalliga West               | 31    | 0     |
| 2001/02 | FC Lustenau      | Oostenrijk | Erste Division                  | 25    | 1     |
| Totaal  | Totaal           | Totaal     | Totaal                          | 238   | 11    |

## Carrière als trainer

### FC Lustenau 07
Op 1 juli 1999 werd Orie bij Lustenau aangesteld als speler/trainer, na al een jaar als voetballer bij de club actief te zijn geweest. In zijn eerste seizoen werd Orie met Lustenau direct kampioen van de Regionalliga-West, het 3de niveau, en plaatste zich zo voor de Play-Offs voor promotie naar de 2.Bundesliga. Lustenau verloor in de 1ste ronde echter met 3-0 van latere winnaar SKN Sankt Pölten. Met Lustenau wist Orie in dat seizoen ook de beker van de deelstaat Vorarlberg te veroveren. In het tweede seizoen wist Orie wederom de Regionalliga-West en de beker van Vorarlberg te winnen. Nu lukte het de ploeg wél om te promoveren, waarna Orie Lustenau in het seizoen 2001-2002 getuige een 7de plaats comfortabel in de 2.Bundesliga hield. Na dit seizoen ging hij aan de slag als Technisch Directeur bij Lustenau.
In zijn eerste jaar als Technisch Directeur behaalde Lustenau onder leiding van de nieuwe trainer Helmut Von Bergen slechts 2 punten, waardoor het terug degradeerde naar de Regionalliga-West. In zijn laatste twee seizoenen als TD behield Lustenau zijn plekje in deze competitie.
Op 1 februari trad Orie terug als TD en werd interim-trainer bij Lustenau, omdat de ploeg af was gezakt naar de degradatiezone. Hij wist de ploeg nipt in de Regionalliga te houden, na een eindsprint van 11 punten op rij. In de zomer van 2005 werd bekend dat Orie definitief de nieuwe trainer van Lustenau werd en zo dus terugkeerde op zijn oude post. In zijn eerste seizoen werd Lustenau onder Orie direct ongeslagen (W27,G3) kampioen van de Regionalliga-West. In de finale van de Play-Offs voor promotie werd het elftal van Orie echter verslagen, waardoor promotie uitbleef. Op 2 januari 2007 werd hij benoemd tot Vorarlbergs trainer van het jaar. In de seizoenen die volgden behaalde Lustenau achtereenvolgens een 3de en 5de plaats, maar in het seizoen 2008-09 sloeg de klad er flink in. Op 18 maart 2009 werd Orie ontslagen als trainer bij Lustenau, omdat de ploeg was afgezakt naar de laatste plaats.

### FC Vaduz
Na een jaar zonder werk werd Orie op 12 april 2010 gepresenteerd als trainer van de Liechtensteinse club FC Vaduz, wat uitkomt in de Zwitserse Challenge League, het 2de niveau. Hij maakte de laatste wedstrijden in de competitie af als trainer en leidde het team nog van de 11de naar de 8ste plaats. Tevens won hij de beker van Liechtenstein, door in de finale na penalty's te winnen van USV Eschen/Mauren (2-2, n.p. 4-2).
Als doelstelling voor zijn eerste volledige seizoen kreeg Orie een positie in de top-5 mee. In zijn eerste officiële wedstrijd als coach van Vaduz in het seizoen 2010-11 zorgde het team van Orie meteen voor een daverende verrassing. Als Liechtensteins bekerhouder trad het in de tweede kwalificatieronde van de Europa League aan tegen het Schotse Falkirk FC, waarvan het over twee wedstrijden met 2-1 won. In de daaropvolgende ronde bleek Slovan Liberec echter met 0-3 te sterk. In december 2010 werd hij benoemd tot Liechtensteins trainer van het jaar.
In de competitie streed het team van Orie verrassend mee om de 2de plek, die recht geeft op een Play-Off duel voor promotie naar de Zwitserse Super League. Vaduz werd echter 4de, op 2 punten van de 2de plek. In de strijd om de Liechtensteinse voetbalbeker versloeg Vaduz achtereenvolgens Rugell (1-8), Trieschenberg (8-0) en USV Eschen/Mauren (Finale, 5-0). Dankzij de winst plaatste Vaduz zich wederom voor de Europa League.
In zijn tweede volledige seizoen kreeg het team van Orie een flinke uittocht van spelers voor de kiezen, waardoor het team achtste werd in de competitie. In de Europa League werd het direct uitgeschakeld door het Deense Brøndby IF (0-3). Wel werd wederom de finale van de beker gehaald, maar daarin was Eschen/Mauren te sterk na penalty's (2-2, n.p. 2-4). De gelijkmaker van Eschen/Mauren viel pas in de 94ste minuut.
Dankzij het mislopen van de beker, kwam Vaduz in Orie's vierde seizoen bij de club niet uit in Europa. In de competitie werden wederom geen hoogstaande resultaten  behaald, waarna het bestuur Orie op 12 november 2012 per direct ontsloeg.

### Uitstap naar de ijshockeywereld
Na het ontslag bij Vaduz zat Orie een tijdje zonder werk, totdat hij zich in mei 2014 verbond als Technisch Directeur bij de ijshockeyclub uit Lustenau. Daarvoor had hij stage gelopen bij FC Utrecht en Austria Wien. In de zomer van 2013 was Orie een van de laatste drie kandidaten om hoofdtrainer te worden van de net tot het betaalde voetbal toegetreden Jupiler League-club Achilles '29. Hij werd het echter niet, omdat de club koos voor Francois Gesthuizen. Orie stopte per mei 2015, na afloop van het ijshockeyseizoen, als technisch directeur bij Lustenau.

### FC Langenegg
Per juli 2015 is bekend dat Orie de nieuwe hoofdtrainer is van FC Langenegg, uitkomen in de Vorarlberg-Liga, het vierde  niveau binnen het Oostenrijkse voetbal.

## Erelijst als trainer

### MetFC Lustenau 07
Regionalliga-West (3x)
1999-00, 2000-01, 2005-06
Beker van de deelstaat Vorarlberg (2x)
2000, 2001
Promotie naar de 2de Oostenrijkse Liga dankzij winst Play-Offs (1x)
2001

### MetFC Vaduz
Beker van Liechtenstein (2x) 
2010, 2011

### Individueel
Vorarlbergs trainer v/h jaar (1x)
2007
Liechtensteins trainer v/h jaar (1x)
2010